# Christine Baumann
Christine Baumann (* 28. Januar 1949 in Kaiserslautern) ist eine deutsche Politikerin (SPD).

## Leben und Beruf
Nach dem Abitur 1967 studierte Baumann bis 1971 für das Lehramt an Grund- und Hauptschulen in Kaiserslautern und Worms. Danach war sie bis 1997 in Böbingen, Edesheim,
Roschbach, Landau in der Pfalz und Hochstadt als Lehrerin an Grund- und Hauptschulen tätig. Baumann ist verheiratet und hat zwei Kinder.

## Politik
1972 trat Baumann der SPD bei. Von 1976 bis 1979 war sie Mitglied im Gemeinderat von Maximiliansau und von 1994 bis 2006 im Stadtrat von Landau. In den Jahren 1997 bis 2009 war Baumann Abgeordnete des rheinland-pfälzischen Landtags. Sie vertrat dort den Wahlkreis 50 (Landau in der Pfalz) und war weinbaupolitische Sprecherin der SPD-Landtagsfraktion.
| Personendaten    | Personendaten                   |
| ---------------- | ------------------------------- |
| NAME             | Baumann, Christine              |
| KURZBESCHREIBUNG | deutsche Politikerin (SPD), MdL |
| GEBURTSDATUM     | 28. Januar 1949                 |
| GEBURTSORT       | Kaiserslautern                  |